# NGC 1086
NGC 1086 est une galaxie spirale située dans la constellation de Persée. NGC 1086 a été découverte par l'astronome américain Lewis Swift en 1885.

## Caractéristiques
Sa vitesse par rapport au fond diffus cosmologique est de 3 848 ± 14 km/s, ce qui correspond à une distance de Hubble de 56,8 ± 4,0 Mpc (∼185 millions d'al).
À ce jour, trois mesures non basées sur le décalage vers le rouge (redshift) donnent une distance de 64,633 ± 1,206 Mpc (∼211 millions d'al), ce qui est légèrement à l'extérieur des valeurs de la distance de Hubble. Notons cependant que c'est avec la valeur moyenne des mesures indépendantes, lorsqu'elles existent, que la base de données NASA/IPAC calcule le diamètre d'une galaxie et qu'en conséquence le diamètre de NGC 1086 pourrait être d'environ 28,1 kpc (∼91 700 al) si on utilisait la distance de Hubble pour le calculer.
La classe de luminosité de NGC 1086 est III-IV et elle présente une large raie HI.

## Groupe de NGC 1086
NGC 1086 est la plus grosse galaxie d'un groupe d'au moins 4 membres qui porte son nom. Les trois autres galaxies du groupe de NGC 1086 sont NGC 1106, UGC 2349 et UGC 2350.